# Hermacha caudata
Hermacha caudata är en spindelart som beskrevs av Simon 1889. Hermacha caudata ingår i släktet Hermacha och familjen Nemesiidae.
Artens utbredningsområde är Moçambique. Inga underarter finns listade i Catalogue of Life.